# Austrolimnophila spectabilis
Austrolimnophila spectabilis är en tvåvingeart som först beskrevs av Alexander 1921.  Austrolimnophila spectabilis ingår i släktet Austrolimnophila och familjen småharkrankar. Inga underarter finns listade i Catalogue of Life.